# کبک سوماترا
کبک سوماترا (نام علمی: Arborophila sumatrana) نام یک گونه از سرده کبک‌های تپه است.